# Suffolk County (Massachusetts)
Suffolk County is een county in de Amerikaanse staat Massachusetts.
De county heeft een landoppervlakte van 152 km² en telt 689.807 inwoners (volkstelling 2000). De hoofdplaats is Boston.

## Bevolkingsontwikkeling

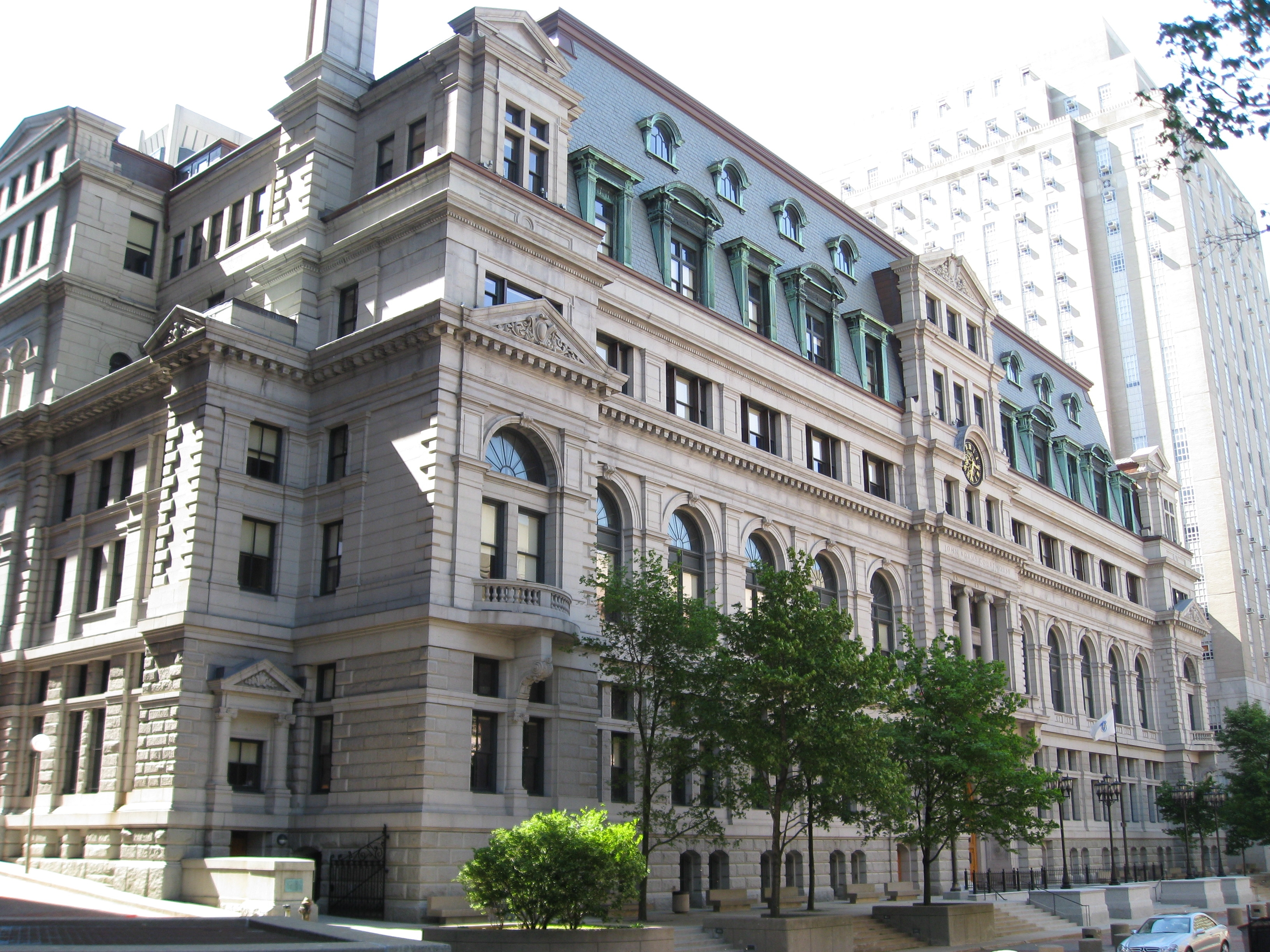
Voormalig Courthouse van Suffolk County